# Samardwergboomtimalia
De samardwergboomtimalia (Dasycrotapha pygmaea; synoniem: Stachyris pygmaea) is een zangvogel uit de familie Zosteropidae (brilvogels).

## Verspreiding en leefgebied
Deze soort komt voor op de eilanden Leyte en Samar in het centrale oosten van de Filipijnen.

## Status
De grootte van de populatie is niet gekwantificeerd maar de soort wordt omschreven als schaars tot zeldzaam en de populatie gaat achteruit door ontbossing. Op de Rode lijst van de IUCN heeft deze soort daarom de status gevoelig.